# Cuartillos (Jerez de la Frontera)

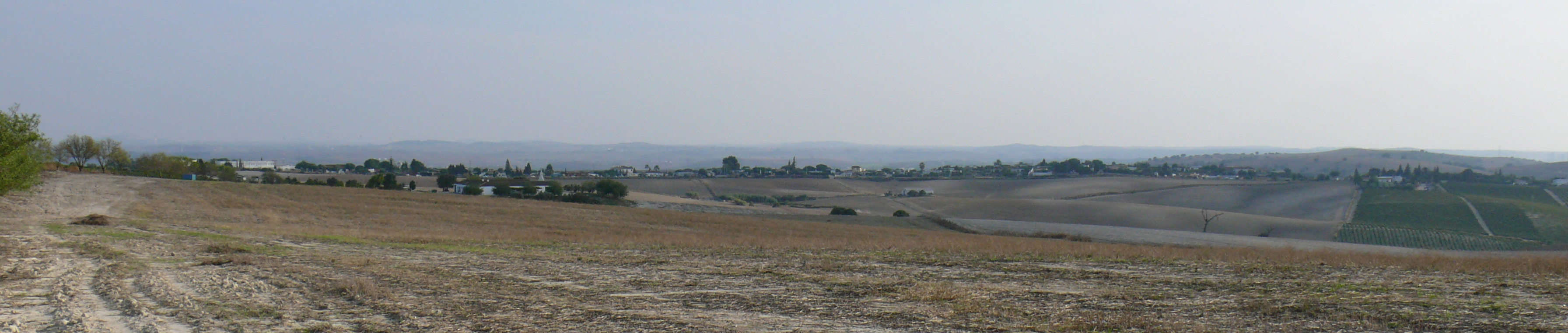
Panorámica de Cuartillos.

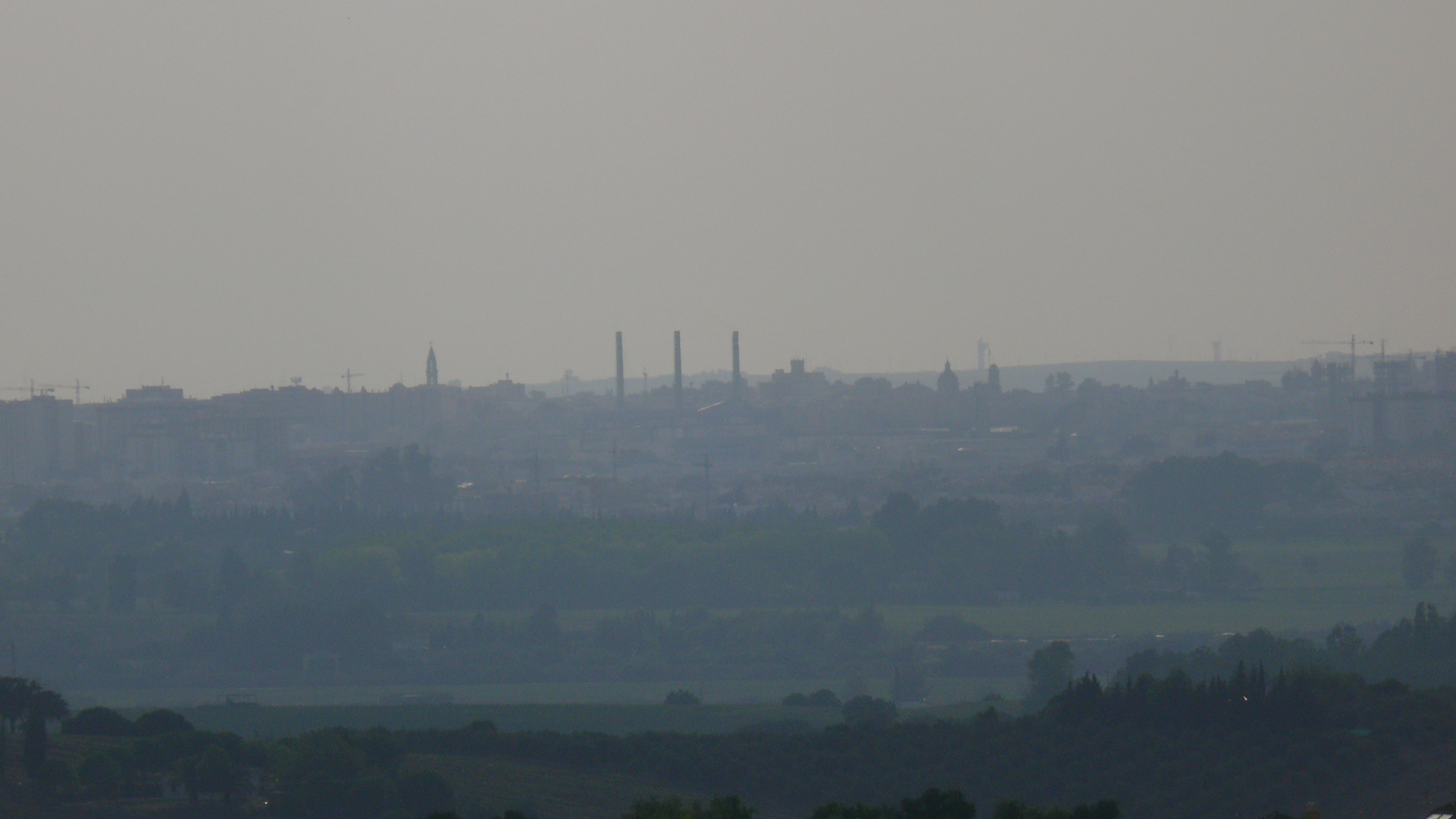
Vista de Jerez de la Frontera desde Cuartillos.

Cuartillos es una pedanía del municipio de Jerez de la Frontera. Está situado en el área de la Campiña de Jerez, a 11 km del centro de Jerez, en la carretera provincial CA-501. La barriada tiene una población aproximada de 1300 habitantes la más importante es cuya principal ocupación es la agricultura.

## Historia
El origen de Cuartillos se remonta a un asentamiento rural en la Venta de Cuartillos, anclado en plena Cañada Real de Albadalejo y Cuartillos. La necesidad de trabajadores en las grandes explotaciones de las proximidades hizo que Cuartillos experimentara un gran crecimiento. Inicialmente las viviendas eran chozos de pajas, en los 60 se creó la Cooperativa de viviendas de Huertos Familiares de Cuartillos y desde entonces los chozos se fueron abandonando por construcciones de ladrillos.

## Servicios y equipamientos
Cuartillos cuenta con un Centro de Educación Infantil, Primaria y primer ciclo de Secundaria, centro de barrio, campo de fútbol y consultorio de salud.
Lleva muchos años en proyecto el asfaltado de parte de sus caminos.
Igualmente, la carretera A-2003 ("Carretera de Cortes") a lo largo de la cual se emplaza el pueblo presentaba problemas de drenaje que afectan a la movilidad y seguridad de sus habitantes ya solucionados, lo que espera rebaje su elevada tasa de accidentes.
Recientemente ha comenzado el de la Cañada Real de Albadalejo Cuartillos.

## Religión
El núcleo cuenta con una parroquia. En ella la Agrupación Jesús de la Paz ha ordenado una talla de Nuestro Padre Jesús de la Paz para salir en procesión.

## Agua
Cuenta también con una planta potabilizadora, que en un futuro próximo se convertirá en Centro de Interpretación del Agua
En 2021 se trabaja en su ampliación.

## Fiestas
Además de la Semana Santa, que cuenta con una hermandad, alentar celebra su verbena en agosto

## Naturaleza
Aún cuenta con los restos de un importante pinar
Cuenta con un Museo de la Miel y las Abejas que ha recibido el premio Ciudad de Jerez

## Evolución demográfica
El siguiente cuadro representa la evolución demográfica de la barriada.
| Año       | 1991  | 1996  | 1998  | 1999  | 2000  | 2001  | 2002  | 2003  | 2004  | 2005  | 2006  | 2016     |
| --------- | ----- | ----- | ----- | ----- | ----- | ----- | ----- | ----- | ----- | ----- | ----- | -------- |
| Población | 1.077 | 1.049 | 1.050 | 1.060 | 1.044 | 1.027 | 1.065 | 1.068 | 1.074 | 1.047 | 1.060 | “ 1.300” |